# Câmara Cascudo
Luís da Câmara Cascudo (Natal, 30 de dezembro de 1898 – 30 de julho de 1986) foi um historiador, sociólogo, musicólogo, antropólogo, etnógrafo, folclorista, poeta, cronista, professor, advogado, jornalista e escritor brasileiro. Passou toda a sua vida em Natal e dedicou-se ao estudo do folclore e da cultura brasileira. Foi professor da Faculdade de Direito de Natal, hoje Curso de Direito da Universidade Federal do Rio Grande do Norte (UFRN), cujo Instituto de Antropologia leva seu nome. Deixou obra volumosa e de grande relevância, em particular sobre história, folclore e cultura popular. Recebeu o Prêmio Machado de Assis pela Academia Brasileira de Letras, em 1956, pelo conjunto de sua obra.

## Biografia

### Primeiros anos
Câmara Cascudo nasceu em Natal, capital do Rio Grande do Norte no ano de 1898. Era filho de Francisco Justino de Oliveira Cascudo e de Ana Maria da Câmara, e devido a uma saúde frágil iniciou o hábito da leitura muito cedo.
Sua família era influente na região de Campo Grande, no interior do estado, e tinha uma tradicional ligação com a política. Seu avô materno, Manoel Fernandes Pimenta, foi um rico fazendeiro e senhor de escravos. O avô paterno, Antônio Justino de Oliveira, havia sido um devotado membro do Partido Conservador, que na época representava a aristocracia rural, e por tal associação recebera o apelido de "o Velho Cascudo", que na geração seguinte foi incorporado ao sobrenome familiar. O pai, Francisco Justino, foi tenente da Guarda Nacional e delegado de polícia em Caicó, e na década de 1890 fixou-se em Natal, onde elegeu-se deputado e por algum tempo foi o mais abastado comerciante da cidade, além de presidente da Associação dos Comerciantes. Sua casa era um ponto de encontro de personalidades da cultura, das artes e da política. A riqueza familiar possibilitou a Cascudo receber uma educação esmerada através de professores particulares, complementada por cursos no Externato Sagrado Coração de Jesus e no Colégio Diocesano Santo Antônio. O pai também era dono do jornal A Imprensa, onde Cascudo aos dezenove anos começou a trabalhar. Ali publicou em 1918 sua primeira crônica, "O Tempo e Eu", e manteve a coluna "Bric-à-Brac".

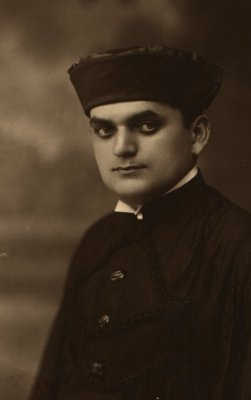
A colação de grau na Faculdade de Direito de Recife, em 1928

Fez os estudos secundários no Colégio Atheneu. Em 1920 escreveu as notas e a introdução da antologia poética de Lourival Açucena intitulada Versos reunidos. No ano seguinte publicou sua primeira obra autoral, o volume de críticas literárias Alma patrícia. Na mesma época iniciou o curso de Medicina na Faculdade de Medicina da Bahia, porém não o concluiu. Posteriormente estudou Direito a partir de 1924 na Faculdade de Direito do Recife, formando-se na instituição em 1928. O Direito não estava no centro de seus horizontes, e havia entrado neste caminho mais por pressão familiar do que por uma vocação irresistível, pois o título de bacharel era muito prestigiado social e politicamente. No mesmo ano formou-se em Etnografia na Faculdade de Filosofia do Rio Grande do Norte. Em 21 de abril de 1929 casou-se com Dália Freire, que lhe daria dois filhos, Fernando Luís e Anna Maria.
Nesta altura seu pai havia entrado em uma espiral de decadência financeira que o levaria à falência em 1932, situação que forçou Cascudo a procurar outros trabalhos, uma vez que o jornalismo e a literatura, então seus principais interesses, não permitiriam seu sustento. Iniciou assim, auxiliado pelos contatos influentes da família, uma carreira de advogado e professor. Sua posição como intelectual foi se firmando em íntima associação com os poderosos, seguindo um modelo de vida típico dos descendentes empobrecidos da antiga aristocracia nortista. Segundo Gomes & Gomes, "Foi como professor que Câmara Cascudo quis ser identificado, e foi a partir dessa ocupação que ele partiu depois para o estudo da cultura, tornando-se conhecido como jornalista, historiador, etnólogo, folclorista, antropólogo e escritor interessado na região. [...] Sua atividade diária foi cercada pelo poder, pois ele viajava, jantava e veraneava com generais, coronéis e políticos de Natal. Sua vida torna-se um exemplo da dependência que muitos escritores tinham de grupos da elite, situação em que o reconhecimento intelectual é dado pela posição social dos amigos. O lugar institucional de onde fala Câmara Cascudo implica uma aliança entre poder e saber.
Lecionou história do Brasil no Atheneu, do qual foi diretor até 1930. No ano de 1934 é aceito como sócio correspondente do Instituto Histórico e Geográfico Brasileiro (IHGB), tornando-se um ativo escritor no instituto. Paralelamente, trabalhou para os jornais A República e Diário de Natal. Foi diretor da Escola Normal de Natal em 1934, em 1935 era secretário do Tribunal de Apelação, em 1936 participou da fundação da Academia Norte-Riograndense de Letras, e na década de 1940 integrou a comissão organizadora da Biblioteca e Arquivo em Natal.
A música estivera presente em sua vida desde o início, chegando a ser um habilidoso intérprete de violão e piano. Deu muitos recitais improvisados na casa de seu pai para a família, amigos e visitantes, em solo ou em companhia de outros músicos. O maestro Waldemar de Almeida o considerava um grande acompanhador de modinhas e canções, o compositor Oswaldo de Souza se impressionou com sua capacidade improvisativa e com os sensíveis arranjos que fazia para melodias populares, e o celebrado Canhoto o chamou de o melhor violonista de Natal. Manteve a prática musical por toda a vida e se tornaria um grande pesquisador e uma autoridade em música popular, além de ser um constante apoiador de instituições musicais. Em 1933 esteve entre os fundadores do Instituto de Música de Natal, sendo um dos redatores dos seus estatutos. Lá lecionou história da música por muitos anos e foi homenageado com o batismo de uma das salas do instituto com seu nome. Em 1934 foi eleito vice-presidente da Sociedade de Cultura Musical, em 1936, presidente, em 1948 era conselheiro de honra e em 1949, homenageado como sócio honorário. Escreveu vários artigos para o periódico da Sociedade, a Revista Som, que ajudara a lançar em 1936 e que passou a dirigir em 1947. Foi diretor artístico do grupo Alma do Norte em 1931 e desde sua fundação foi membro do quadro de honra do Clube do Violão do Rio Grande do Norte, criado em 1948. Foi um dos pioneiros do radialismo no estado, participando da criação da Rádio Clube de Natal em 1935 e da Rádio Educadora de Natal em 1940.

### Folclore e pesquisas

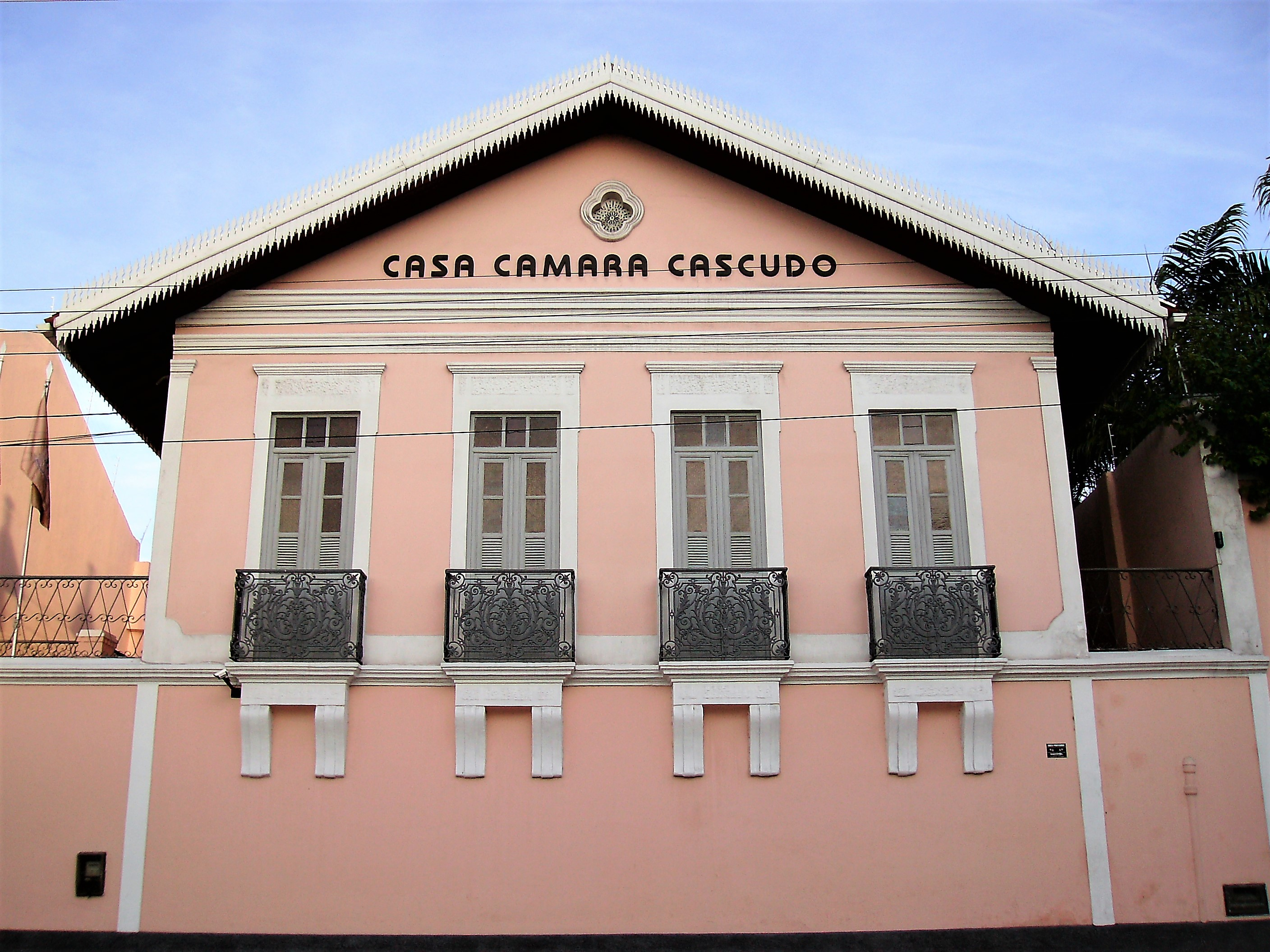
Casarão de Câmara Cascudo no Centro Histórico de Natal, onde foi instalado o Instituto Câmara Cascudo, que preserva o seu acervo de livros e documentos.

No ano de 1941, fundou a Sociedade Brasileira de Folclore. Em 1943, a convite do jornalista Augusto Meyer começa a escrever o livro que seria considerado seu magnum opus, o Dicionário do Folclore Brasileiro, que seria publicado pela primeira vez em 1954.
Cascudo tornou-se um dos principais folcloristas e pesquisadores das raízes étnicas do país, sendo autor de uma vasta literatura sobre o assunto. Compilou um copioso acervo de músicas e lendas folclóricas e populares. Em entrevista ao jornal "A Província", disse o seguinte acerca do seu interesse por história: "Queria saber a história de todas as cousas do campo e da cidade. Convivência dos humildes, sábios, analfabetos, sabedores dos segredos do Mar das Estrelas, dos morros silenciosos. Assombrações. Mistérios. Jamais abandonei o caminho que leva ao encantamento do passado. Pesquisas. Indagações. Confidências que hoje não têm preço."
Na década de 1950, ingressou nos quadros da Universidade Federal do Rio Grande do Norte (UFRN), onde foi professor de Direito internacional e diretor do Instituto de Antropologia, hoje o Museu Câmara Cascudo, aposentando-se em 1966. No ano de 1963, viajou para o continente africano, onde visitou uma série de países como  Angola, Guiné, Congo, São Tomé, Cabo Verde e Guiné-Bissau para fazer pesquisas para seus livros A Cozinha Africana no Brasil e História da Alimentação no Brasil.
Manteve-se em íntimo contato com os prefeitos de Natal, como seu conselheiro informal, ao longo de mais de vinte anos entre as décadas de 1940 e 1960, participando intensamente da vida política e cultural da cidade. Sylvio Pedroza, prefeito e depois governador do estado, indicou-o historiador oficial de Natal, encomendando-lhe a produção de uma história de Natal e de uma história do Rio Grande do Norte. Desenvolveu várias outras atividades. Foi membro da maioria dos institutos históricos estaduais do Brasil e de muitos municipais, e sócio da Academia Alagoana de Letras, do Centro de Ciências e Letras de Campinas, da Sociedade Capistrano de Abreu, da Academia Nacional de Geografia e História do México, do Instituto Italiano de Estudos Americanos de Roma, da Sociedade de Folclore de Filadélfia, do Instituto Uruguaio de Folclore, da Sociedade de Estudos Geográficos Argentinos, da Sociedade dos Americanistas de Paris, do Instituto Português de Geografia, História e Etnografia. Foi diretor da Imprensa Estadual, da Revista Jurídica, e do Arquivo e Museu em Natal. Patrocinou inúmeros eventos e congressos de âmbito regional e nacional, coordenou o Departamento de Educação do estado, foi deputado estadual, 3º Consultor Geral do Estado. Criou a Universidade Popular; foi um dos fundadores da Academia Brasileira de Arte, Cultura e História; fez estudos sobre música, sociologia e geografia, deixou escritos memorialistas, biografias e crônicas, crítica literária, romances e poesias, fez traduções, e deixou uma grande correspondência, sendo especialmente notável aquela que trocou com Mário de Andrade, Joaquim Inojosa, Carlos Drummond de Andrade, Gilberto Freyre e Manuel Bandeira.
Câmara Cascudo morreu na cidade de Natal, aos 87 anos em 30 de julho de 1986, vítima de uma parada cardíaca.

## Posições políticas
Foi adepto de ideais monarquistas nas primeiras décadas do século XX e durante a década de 1930 combateu a crescente influência marxista no Brasil. Era membro da Ação Imperial Patrianovista Brasileira, sendo líder regional do Rio Grande do Norte.
Em 1932, Cascudo aderiu ao Integralismo e foi membro destacado e Chefe Regional da Ação Integralista Brasileira, o movimento nacionalista de orientação fascista encabeçado por Plínio Salgado. Permaneceu no movimento até novembro de 1937, quando dissolvido pelo Estado Novo. Seu filho relata tê-lo visto queimar os uniformes, insígnias e livros integralistas após o Levante Integralista de 1938. No entanto, Luiz Gonzaga Cortez, historiador e membro do Instituto Histórico e Geográfico do Rio Grande do Norte, em publicação organizada pela Universidade Federal do Rio Grande do Norte, lançou dúvidas sobre a alegação do filho de Cascudo, afirmando que não possui qualquer precedente.
Segundo Cortez, em 1940, um conhecedor de Cascudo destacou que ele ainda mantinha suas posições integralistas. O pesquisador ainda apurou que todos os mais próximos de Cascudo negavam veementemente que ele renegasse sua trajetória integralista, ou a doutrina integralista. Clóvis Sarinho, em seu livro Fatos, Episódios e Datas que a memória gravou, afirma que, mesmo após o fechamento da Ação Integralista Brasileira, Cascudo “jamais renegou os seus princípios”. Cortez também ressaltou que Câmara Cascudo, embora afastado da política partidária, assinava os principais jornais integralistas dos anos 40 e 50: Idade Nova e A Marcha.
Conforme apurou Cortez, em 1957, Câmara Cascudo participou do Jubileu de Prata da Ação Integralista Brasileira, comemorando os 25 anos da fundação daquele movimento, na sede do Alecrim Futebol Clube, em Natal. Segundo consta, Cascudo proferiu um “ardoroso discurso integralista”.
Durante a Segunda Guerra Mundial, Cascudo favoreceu os Aliados, demonstrando sua antipatia aos fascistas italianos e aos nazistas alemães. Antes do conflito, o escritor demonstrava simpatia pela doutrina dos fascismos europeus em geral: em artigo publicado em A Offensiva sobre Oswald Mosley, líder da União Britânica de Fascistas, Cascudo fala em "gente que, fora da Itália e Alemanha, Portugal e Áustria, saúda levantando as mãos, numa diagonal corajosa que tem trinta séculos de energia polarizada".
Fiel ao seu pensamento anticomunista, não se opôs ao Golpe Militar de 1964, mas protegeu e ajudou diversos potiguares perseguidos pelos militares.

## Obra
Manteve uma ampla rede de contatos com figuras da elite intelectual e da cultura popular, possibilitando-lhe articular um pensamento rico e multifacetado, com um foco em dois polos principais: o modernismo brasileiro e a tradição conservadora do regionalismo. Seu discurso em linhas gerais é construído numa ótica nacionalista, sem cair nos estereótipos. Era sensível a algumas das demandas do modernismo e ao mesmo tempo desejava preservar a herança cultural tradicional, especialmente a do nordeste, mantendo-se aberto à diversidade. De certa forma, em sua busca por uma identidade brasílica, ele foi um mediador entre visões de mundo muito diferenciadas, embora sua relação com a modernidade seja frequentemente tingida pela tensão e pela nostalgia do passado, acusando o progresso de acabar com elementos importantes da cultura e da sociabilidade. Ao mesmo tempo, ele entendia que o progresso era inevitável, e atuou de várias formas no processo de modernização urbana de Natal, considerando que a preservação dos espaços tradicionais da cidade não era tão importante quanto preservar o registro da memória e da história, que ele próprio ajudaria a construir e a sedimentar.
Sua figura foi erigida em um dos grandes ícones da cultura brasileira, mas recentemente alguns autores vêm levantando algumas críticas e questionamentos à aprovação monolítica que outrora gozou, apontando sua obra como um produto de uma cultura e de uma época específicas, e por isso, em alguns aspectos, irremediavelmente datada e condicionada por determinantes conceituais e ideológicos que se tornaram ultrapassados ou polêmicos.
Boa parte da sua produção traz a marca da visão particular dos grupos de elite (aos quais ele pertencia) sobre a cultura dita popular, e um grande número de textos foi produzido por encomenda de instituições estatais ou do governo diretamente, especialmente narrativas históricas e biografias de personalidades locais, que padecem de um certo caráter apologético e evitam o debate das tensões e conflitos sociais e das formas de dominação política e econômica de uma classe sobre outra. Sua própria posição como autoridade da cultura dependeu em grande parte das redes de contatos que mantinha na elite e da ratificação da oficialidade, e a partir desta posição é que ele interpreta a sociedade e intervém nela através dos seus escritos.
Para Aluízio de Oliveira, "pode-se identificar na produção intelectual de Cascudo uma cultura partilhada por determinados setores sociais numa prática de discurso de poder — em como organiza e aborda as temáticas folclóricas e na própria assunção dessa linha de estudo, nas biografias laudatórias, em sua grande maioria de figuras das elites dirigentes e donos do poder, na história da sociedade local. Também numa filosofia moralista que se procura sustentar em avaliações tidas como científicas". Daniel Sousa de Lima aponta que sua escrita histórica é suscetível de críticas porque em certos aspectos é romantizada e apaziguada, em particular sobre a escravidão e a situação do negro e do índio, minimizando seu papel na construção da sociedade, defendendo o mito de que havia uma democracia racial na região, e descrevendo o branco "como um elemento de força, necessário para o sucesso da empreitada heroica de colonização assumida pelo europeu, tornando sua narrativa quase uma ode, sobrepondo-se às outras etnias que compõem a formação do estado. [...] A miscigenação é vista de forma positiva, obviamente quando ela embranquece e o negro desaparece, pressupondo que o branco conseguiria se sobrepor por ter caracteres biológicos superiores e mais fortes, num claro posicionamento de que o branqueamento da população era possível". Muitas de suas afirmações desta natureza criaram tradição e continuam sendo repetidas como fatos pelos historiadores locais sem qualquer questionamento crítico.
De acordo com a Enciclopédia Itaú Cultural, "suas opções ideológicas conservadoras levam alguns de seus intérpretes a ponderar sobre as implicações que essas ideias podem ter sobre conceitos-chave de seu pensamento folclórico e etnográfico, a começar pela sua concepção central de povo. No entanto, como adverte o historiador Marcos Silva, é necessário cuidado para não transformar a ideologia de Câmara Cascudo em chave explicativa de toda sua obra muito nuançada, que também se beneficia, e muito, do diálogo com outros estudiosos da cultura popular de filiações ideológicas muito diversas, como Sílvio Romero, Capistrano de Abreu e Mário de Andrade". Para Matheus Silveira Lima, por outro lado, ele manteve uma razoável independência das ideologias de seu tempo, especialmente por ter privilegiado uma escrita mais descritiva dos fatos folclóricos, e não tanto interpretativa, o que em parte explica sua larga aceitação como uma autoridade, mas acrescenta que por ter obra tão ampla e variada, complica-se o "aprofundamento e uma discussão mais precisa de sua unidade teórica e metodológica", ainda mais porque ainda são poucos os estudos que problematizam sua obra, "insuficientes para responder às inúmeras questões que aparecem da vasta obra do autor, o que só será possível com o adensamento de investigações que se centrem nos aspectos mais especializados da infinidade de textos que o autor deixou como legado e que enfrentem, mesmo errando, as (imensas) possibilidades de interpretação da realidade abertas por ele". Marcos Silva diz que se sua formação intelectual foi balizada pela estrutura social onde ele nasceu e se inseriu, essa estrutura não condicionou seus escritos completamente, pois se assim fosse ele teria se tornado apenas um ideólogo banal e não teria deixado uma produção que ainda fascina, seduz e desafia, "mesmo quando irrita com a ênfase exclusiva na harmonia social e o fascínio pelas elites". Além disso, ele não poderia escrever de acordo com critérios que só mais tarde seriam estabelecidos: "Não tem cabimento cobrar de Câmara Cascudo tarefas que são nossas".

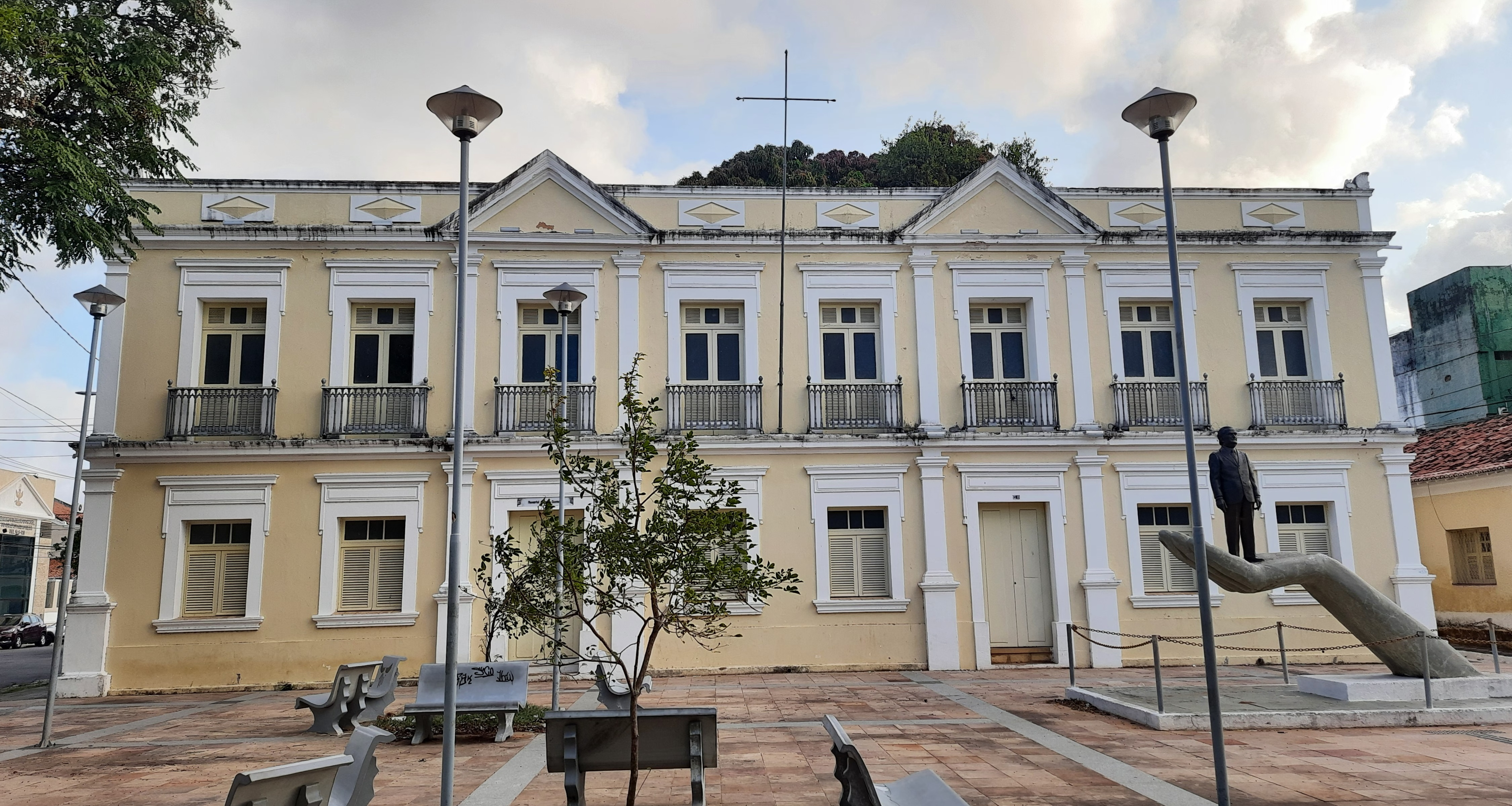
Memorial Câmara Cascudo

De qualquer maneira, sua obra é ainda muito debatida em diversos âmbitos acadêmicos e seu legado permanece válido de várias maneiras, pela sua profícua atuação em instituições, pela coleta, sistematização e divulgação de uma vasta quantidade de fontes populares e eruditas que são até hoje um rico material de apreciação e estudo, pela documentação de inúmeras formas e expressões culturais em vias de desaparecimento, evitando seu esquecimento, pela valorização e estudo sistemático do folclore num período em que ele era desacreditado pela cultura erudita, e de acordo com Margarida de Souza Neves, suas obras sobre folclore e cultura popular continuam sendo "fontes preciosas para o autor de livros de cunho etnográfico e para os historiadores da cultura".
É inegável seu importante papel no processo de construção e transmissão da história e memória de Natal, e é uma referência incontornável na historiografia do Rio Grande do Norte. Sua influência ainda é tão grande que de acordo com Daniel Sousa de Lima "a figura de Câmara Cascudo parece ainda ser um obstáculo para a produção historiográfica no estado [...] por trazer em sua obra uma narrativa que se pretende conclusiva".
Para Gustavo Wanderley, um dos curadores de uma exposição sobre o intelectual no Museu da Língua Portuguesa, "o principal legado de Câmara Cascudo foi trazer um Brasil imerso que precisava ser descoberto". Para Constância Duarte, "como poucos, Cascudo introduziu no cenário nacional o testemunho de uma experiência sertaneja e a cosmovisão de um mundo nordestino, até então muito pouco conhecido e geralmente ignorado pela elite intelectual do país. [...] O escritor norte-rio-grandense desenvolveu ao longo de sua produtiva vida intelectual um estilo muito próprio, cujo ponto alto é justamente uma especial habilidade no trato com a linguagem, que resulta sempre em um texto sedutor, leve e singular, pontuado de imagens e de expressões poéticas que encantam o leitor e aliviam com muita sensibilidade a aridez da informação documental".
O autor escreveu mais de 170 livros, além de uma vasta quantidade de artigos, crônicas e outros textos dispersos em revistas, jornais e outros veículos. Nos anos 1960 já havia publicado quase 2 mil textos. Em 1974 o Instituto Histórico e Geográfico do Rio Grande do Norte iniciou um projeto de reunião de textos dispersos, que até 2009 publicou 10 volumes na série intitulada Livro das velhas figuras, compreendendo 699 textos sobre música erudita e popular, instituições, história regional, religiosidade, festividades, danças e literatura populares, além de debates acadêmicos e esboços biográficos. Em 2003 Marcos Silva, professor de História da USP, organizou a publicação do importante Dicionário Crítico Câmara Cascudo com a colaboração de 91 autores e 25 instituições, sendo um guia crítico e introdutório sobre sua produção, fazendo análises breves sobre todos os seus títulos ao modo de verbetes ou pequenos ensaios.

## Publicações (selecionadas)
Entre seus muitos títulos destacam-se:
- Alma patrícia, critica literária. Atelier Typ. M. Vitorino, 1921
- Joio – crítica e literatura. Of. Graph. d’A Imprensa, 1924
- Conde d'Eu. Ed. Nacional, 1933
- Vaqueiros e cantadores: folclore poético do sertão de Pernambuco, Paraíba, Rio Grande do Norte e Ceará. Globo, 1939, 2ª ed. Itatiaia, 1984
- Antologia do folclore brasileiro. Martins Editora, 1944
- Lendas brasileiras, 1945
- Contos tradicionais do Brasil. Ediouro, 1946, Coleção Joaquim Nabuco
- Geografia dos mitos brasileiros. José Olímpio, 1947. 2ª edição 1976
- História da cidade do Natal. Prefeitura do Natal, 1947
- Os holandeses no Rio Grande do Norte. Departamento de Educação, Natal, 1949
- Meleagro. Agir, 1951, 2ª edição 1978
- Cinco livros do povo, 1953
- Dicionário do folclore brasileiro. INL, 1954, 3ª edição 1972
- História do Rio Grande do Norte. MEC, 1955
- Geografia do Brasil Holandês. José Olímpio, 1956
- Jangadas: uma pesquisa etnográfica. MEC, 1957
- Superstições e costumes. Antunes & Cia, 1958
- Rede de dormir. MEC, 1957, 1959, 2ª edição Funarte/UFRN, 1983
- Canto de muro. José Olímpio, (dez. 1957), 1959
- A cozinha africana no Brasil, 1964
- História da República do Rio Grande do Norte. Edições do Val, 1965
- Made in África. Civilização Brasileira, 1965
- Folclore no Brasil. Fundo de Cultura, 1967, 2ª edição, FJA, 1980
- História da alimentação no Brasil. Ed. Nacional, 2 vol. 1963-1967, (Coleção Brasiliana 322 e 323), 2ª ed. Itatitaia, 1983
- Prelúdio da cachaça. IAA, (maio, 1967), 1968
- Locuções tradicionais no Brasil. UFPE, 1970, 2ª edição MEC, 1977
- Ensaios de etnografia brasileira. INL, 1971
- Sociologia do açúcar: pesquisa e dedução. MIC – IAA, 1971. Coleção Canavieira nº 5
- Civilização e cultura, 2 vol. MEC/José Olímpio, 1973
- A vaquejada nordestina e suas origens, 1974
- História dos nossos gestos. Melhoramentos, 1976
- Antologia da alimentação no Brasil. Livros Técnicos e Científicos, 1977
- Superstição no Brasil. Itatiaia, 1985

## Homenagens

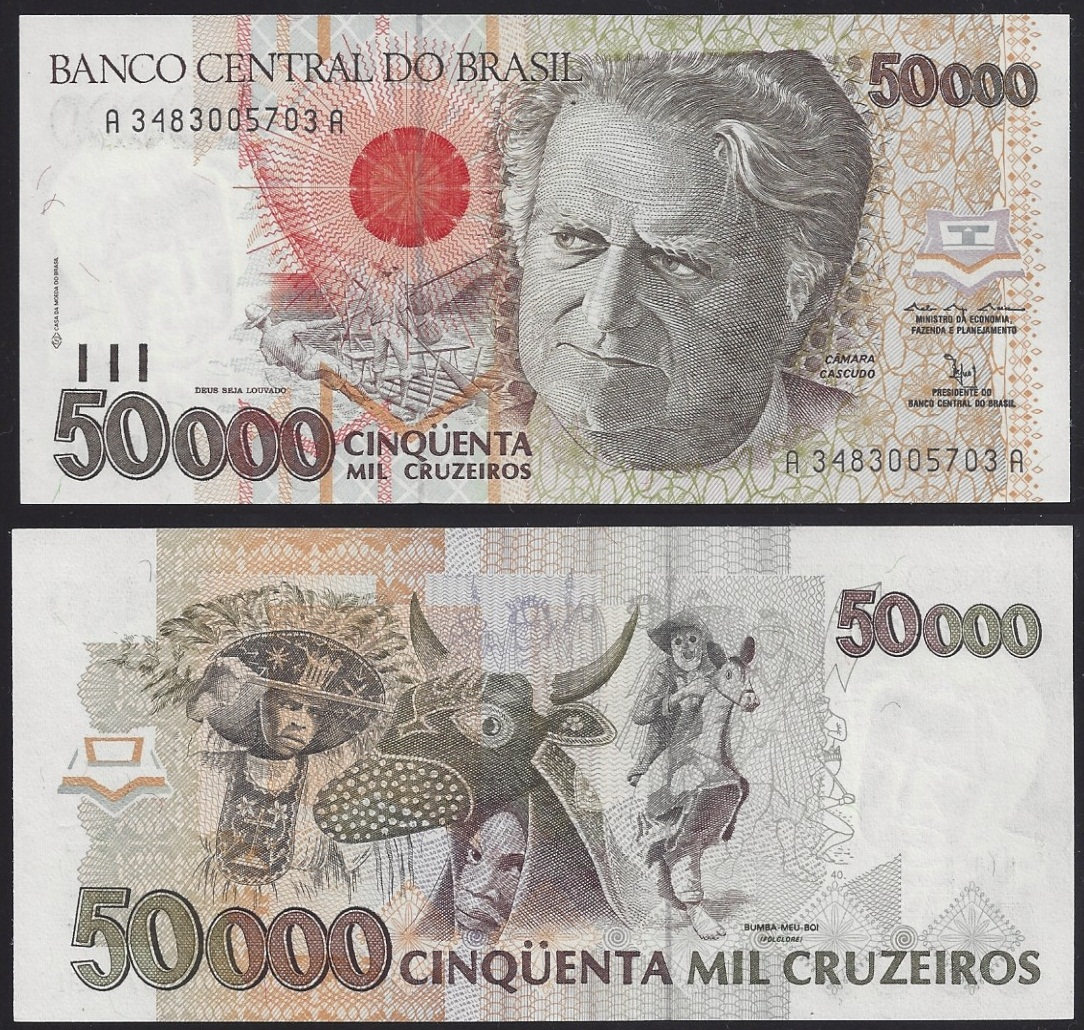
Cédula de 50 000 cruzeiros com a efígie de Câmara Cascudo

Cascudo conheceu a fama ainda em vida. Suas muitas publicações o colocaram na posição de um destacado e respeitado pesquisador da história e do folclore, reconhecido internacionalmente. E ainda em vida foi monumentalizado. Em 1963 emprestou seu nome a uma rua e a uma medalha do Instituto de Antropologia da Universidade Federal do Rio Grande do Norte; em 1964 deu nome a uma semana de conferências culturais promovidas pelo Instituto Histórico e Geográfico do Rio Grande do Norte; na década de 1970 o IHGRN instalou uma placa na fachada de sua casa, onde se lia “Aqui, Luiz da Câmara Cascudo serve ao Rio Grande do Norte pelo trabalho intelectual mais nobre e mais constante que o Estado já conheceu". Uma outra placa foi instalada pelo governo do estado, dizendo "Aqui nesta casa, Luiz da Câmara Cascudo, com sabedoria e humanidade, completou 50 anos de vida intelectual".
Recebeu uma grande quantidade de comendas, medalhas e outras honrarias, por exemplo, as comendas das ordens de Rio Branco, do Mérito Naval da Marinha do Brasil, do Mérito Militar do Exército do Brasil, de Cisneros da Espanha, de São Gregório Magno do Vaticano, cavaleiro da Ordem do Mérito Aeronáutico, grande oficial da Ordem Nacional do Mérito Educativo, oficial da Ordem da Coroa da Itália; as medalhas de Ana Néri, do Mérito Cultural do Estado de Pernambuco, de Alexandre Gusmão do Instituto Histórico e Geográfico de São Paulo, do Pacificador do Exército do Brasil, do Mérito Tamandaré da Marinha do Brasil, do Mérito Alberto Maranhão do Estado do Rio Grande do Norte, de Sylvio Romero do Distrito Federal, da Ordem das Artes e Letras da França, do Gabinete Português de Leitura de Pernambuco, da Real Academia Espanhola, da Academia Paulista de Letras, do Instituto Português de Arqueologia, História e Etnografia; colares da Sociedade de Geografia de Lisboa e da Academia Brasileira de História, o título de Cidadão Paulistano, o Prêmio Machado de Assis, o Prêmio Nacional de Cultura pelo conjunto da obra, entre muitas outras distinções.
Em 1991, cinco anos após sua morte, a Casa da Moeda do Brasil emitiu a cédula de 50 mil cruzeiros em sua homenagem. A cédula mostrava sua efígie ao lado de uma cena de jangadeiros, e no reverso, uma cena do Bumba meu boi, bailado popular do folclore brasileiro. A cédula ficou em circulação entre 09 de dezembro de 1991 e 15 de setembro de 1994, período relativamente curto, devido à inflação que levou o Brasil a fazer outras reformas monetárias. Durante o governo de Itamar Franco, o cruzeiro foi substituído pelo cruzeiro real, e a cédula foi carimbada para retificar seu valor para 50 cruzeiros reais. Os Correios do Brasil emitiram uma série de nove selos com sua efígie. Seu retrato foi reproduzido em cartões telefônicos e bilhetes de loteria. Seu nome batizou colégios, ruas, avenidas, praças, creches, lojas. Foi nome de Concurso Internacional em setenta e oito países, seus livros inspiraram a criação de peças teatrais, documentários, programas radiofônicos e séries televisivas. A Assembléia Legislativa do Rio Grande do Norte instituiu a Medalha de Mérito Câmara Cascudo.
A TV Brasil fez um programa chamado O Teco Teco, em que o personagem se chama Cascudo, em homenagem a Câmara Cascudo, que é amigo de Betinho, personagem em homenagem a Alberto Santos Dumont. Na Mostra de Cinema de Gostoso, em São Miguel do Gostoso, o Troféu Luís da Câmara Cascudo é concedido aos melhores filmes curta e longa-metragem da Mostra Competitiva. O prêmio homenageia a contribuição intelectual de Cascudo à cultura potiguar. O Instituto Câmara Cascudo preserva seu acervo bibliográfico e documental e é um tributo ao seu legado.